# Phil Hubbard
Phil Hubbard, född 13 december 1956 i Canton, Ohio, är en amerikansk idrottare som tog OS-guld i basket 1976 i Montréal. Detta var USA:s åttonde guld i herrbasket i olympiska sommarspelen.